# 索米国家极地轨道伙伴卫星

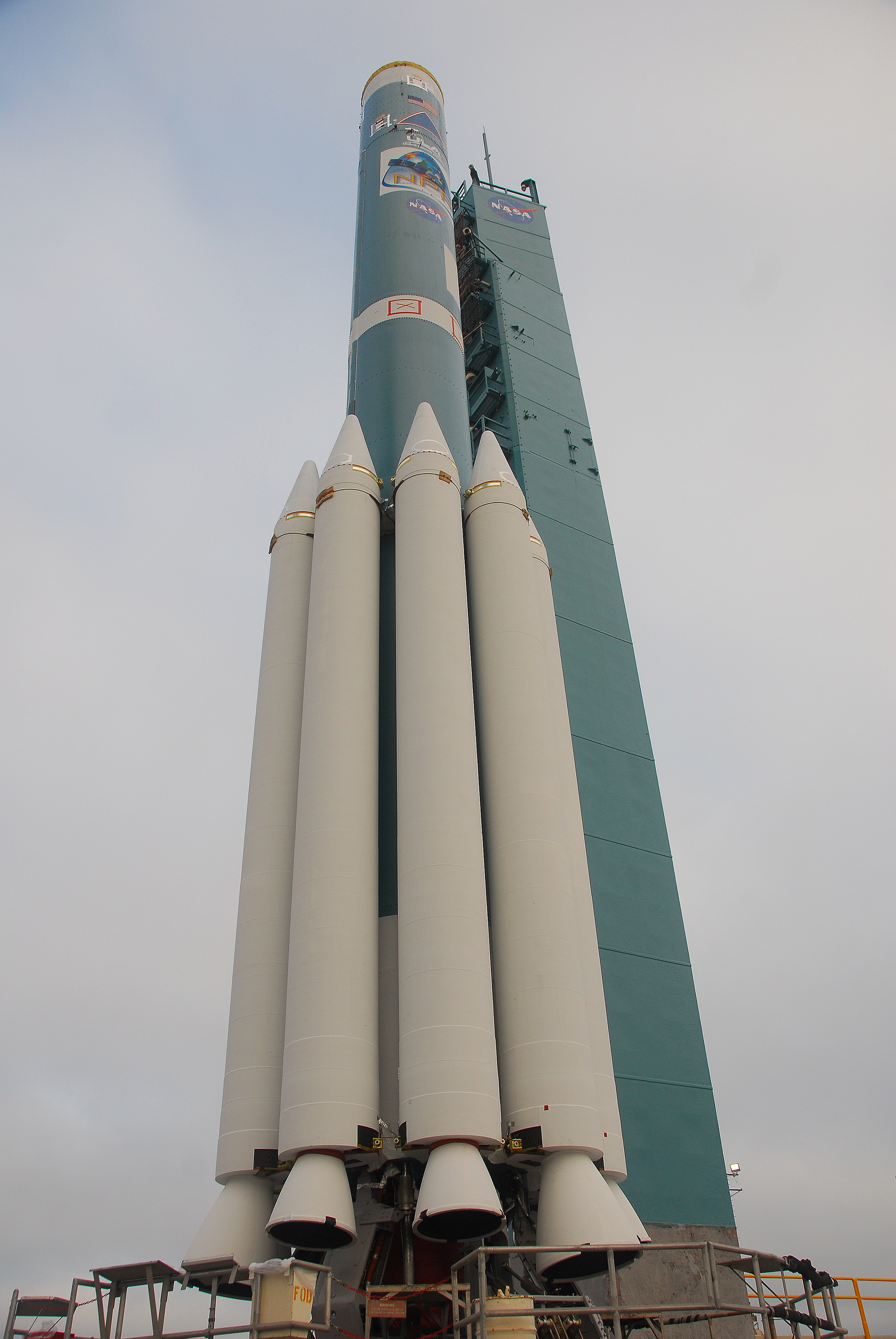
NPP于聯合發射聯盟的三角洲2號運載火箭之上，2011年8月

索米国家极地轨道伙伴卫星（Suomi National Polar-orbiting Partnership，簡稱 Suomi NPP 或 NPP）意图通过搭载新的设备、在新的卫星总线上、使用新领域数据网络消除在旧的和新的系统之间的隔阂。起初在计划作为共同的NASA/NOAA/DOD项目时，NPP曾被计划作为更大的国家极轨业务环境卫星的开拓任务，直到DOD对更大计划的参与流产。此计划继续存在并用于民用天气预报替代了NOAA的POES系列，并且确保以美国国家航空航天局的EOS开始获得气候测量数据的连续性。
NPP搭载着包括ATMS、CrIS、CERES、VIIRS、OMPS在内的五个仪器。NPP计划曾遭遇各种各样的困扰并被评议。其运载火箭于2011年10月28日在范登堡空军基地发射。